# جامع يزد
جامع يزد هو مسجد جامع يقع بمدينة يزد بمحافظة يزد الإيرانية. صورة المسجد موجودة على جانب الورقة النقدية البالغة 200 ريال إيراني. تم بناء المسجد منذ عهد الدولة الإلخانية وآل مظفر والدولة التيمورية والسلالة الصفوية حتى عهد القاجاريين.

## معرض الصور

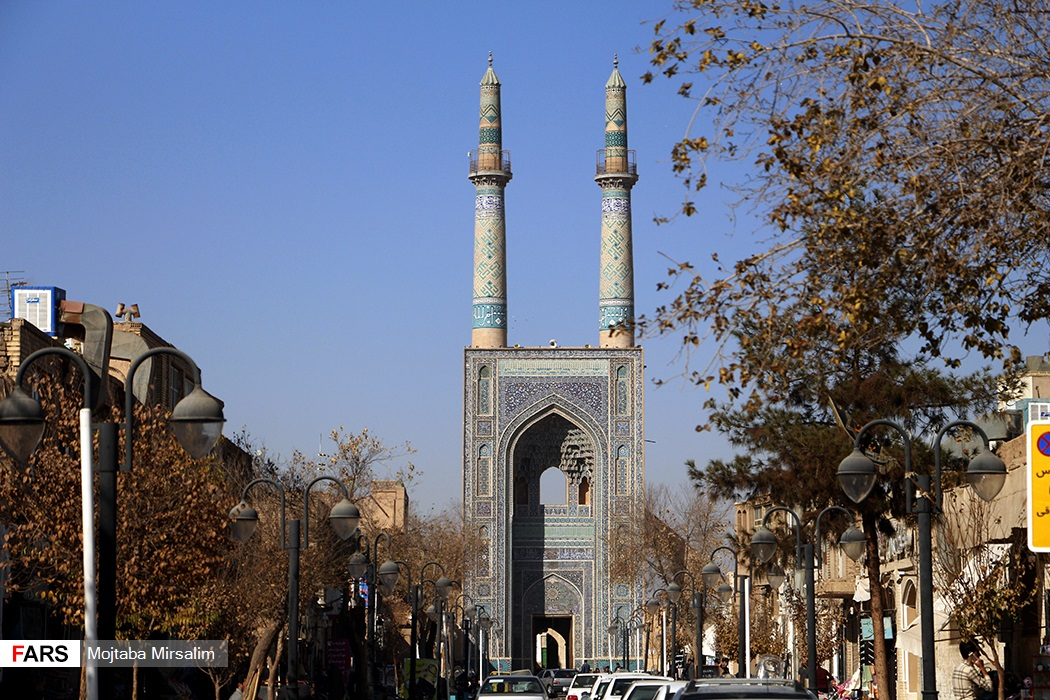
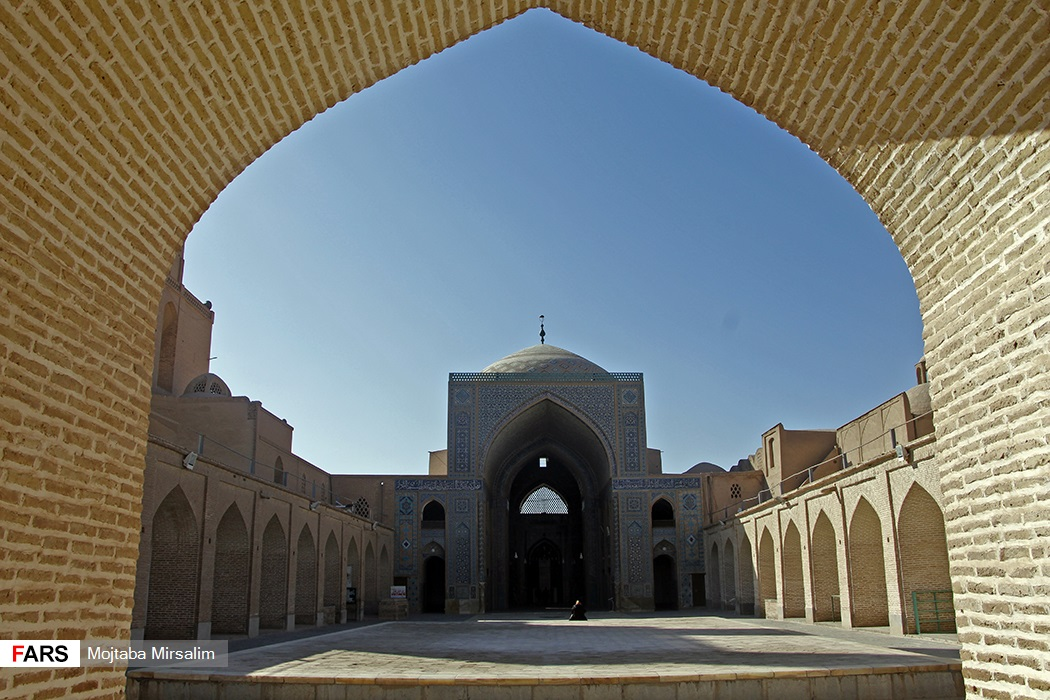
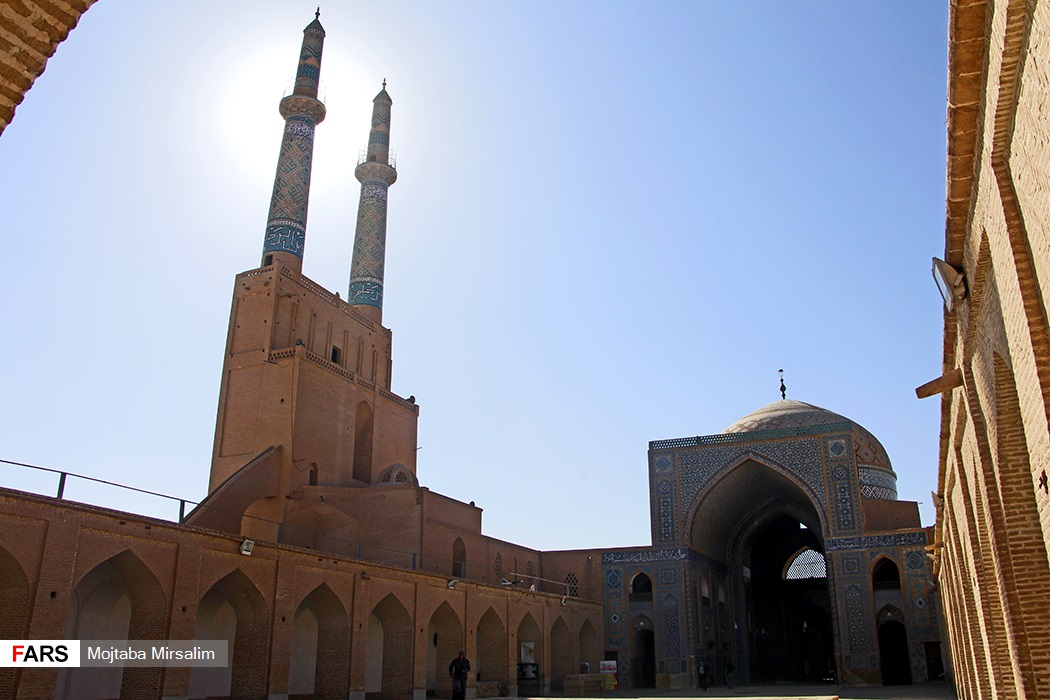
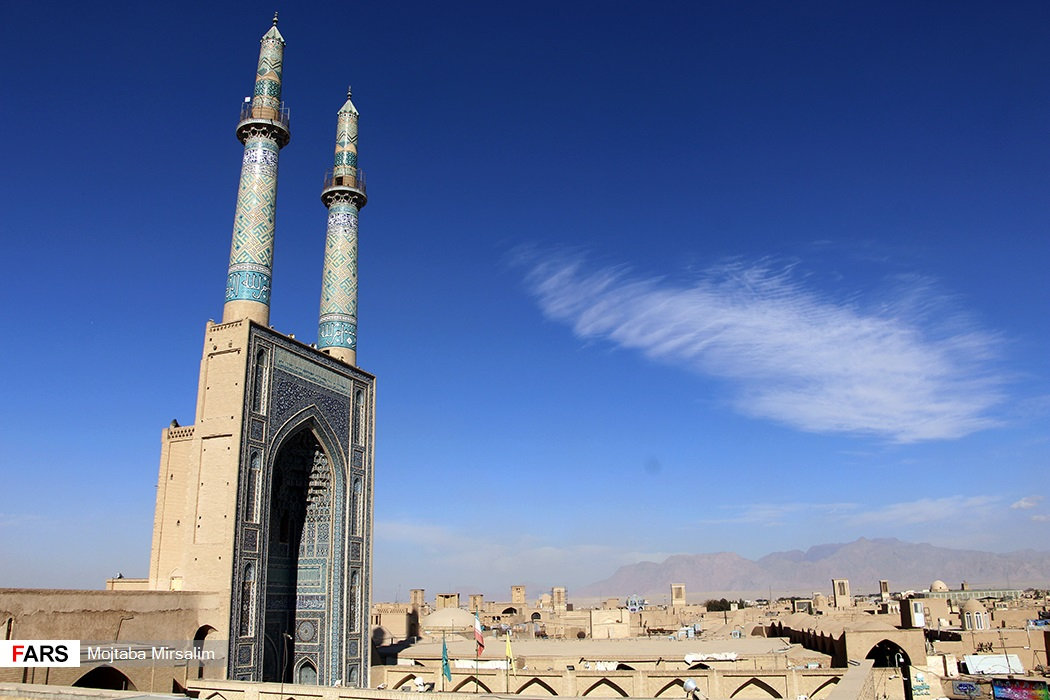
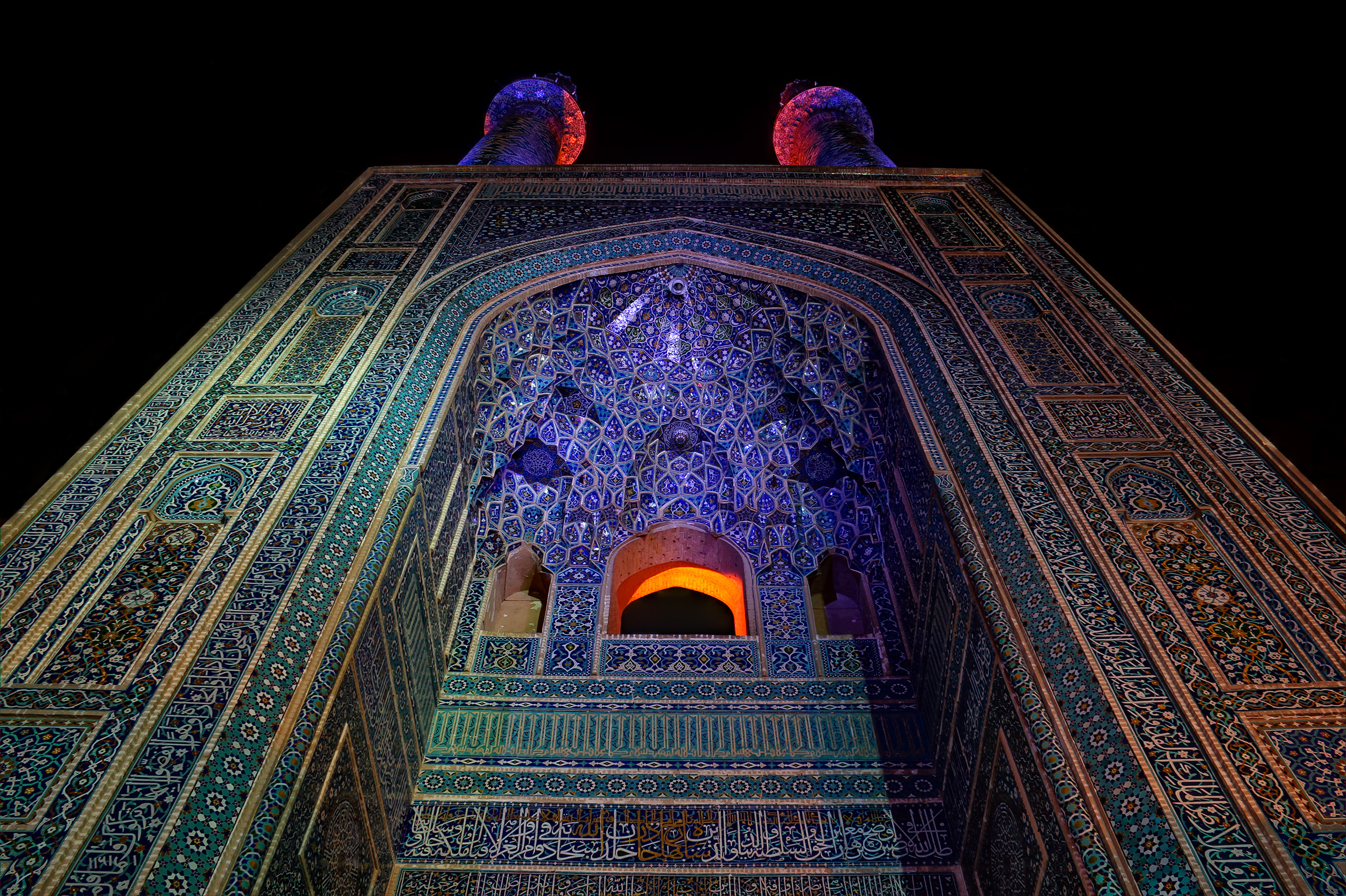
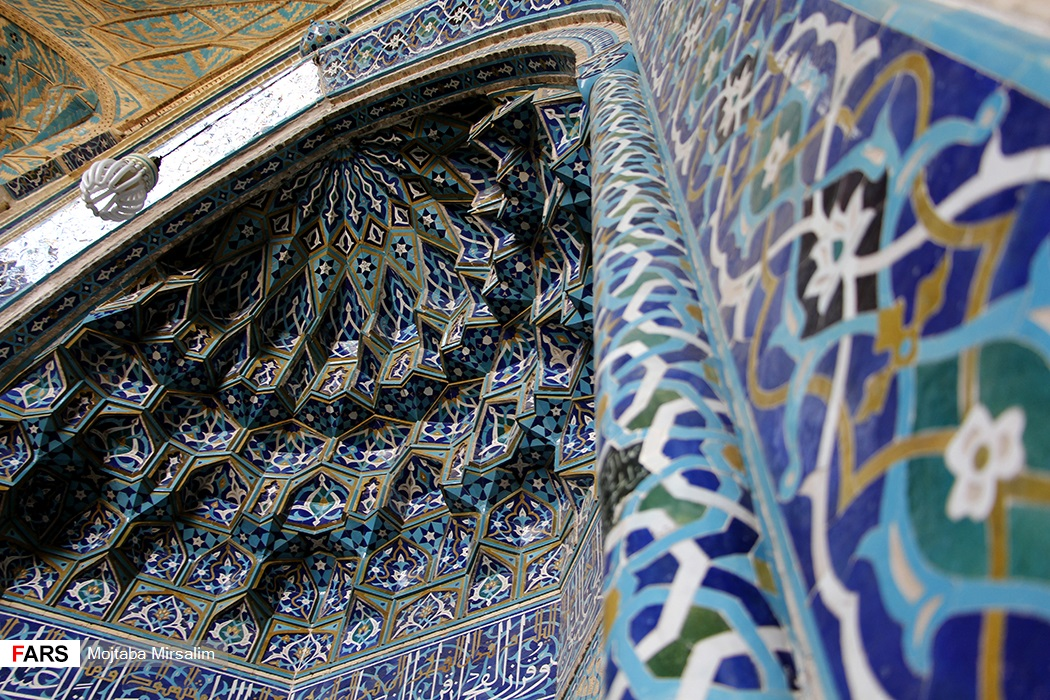
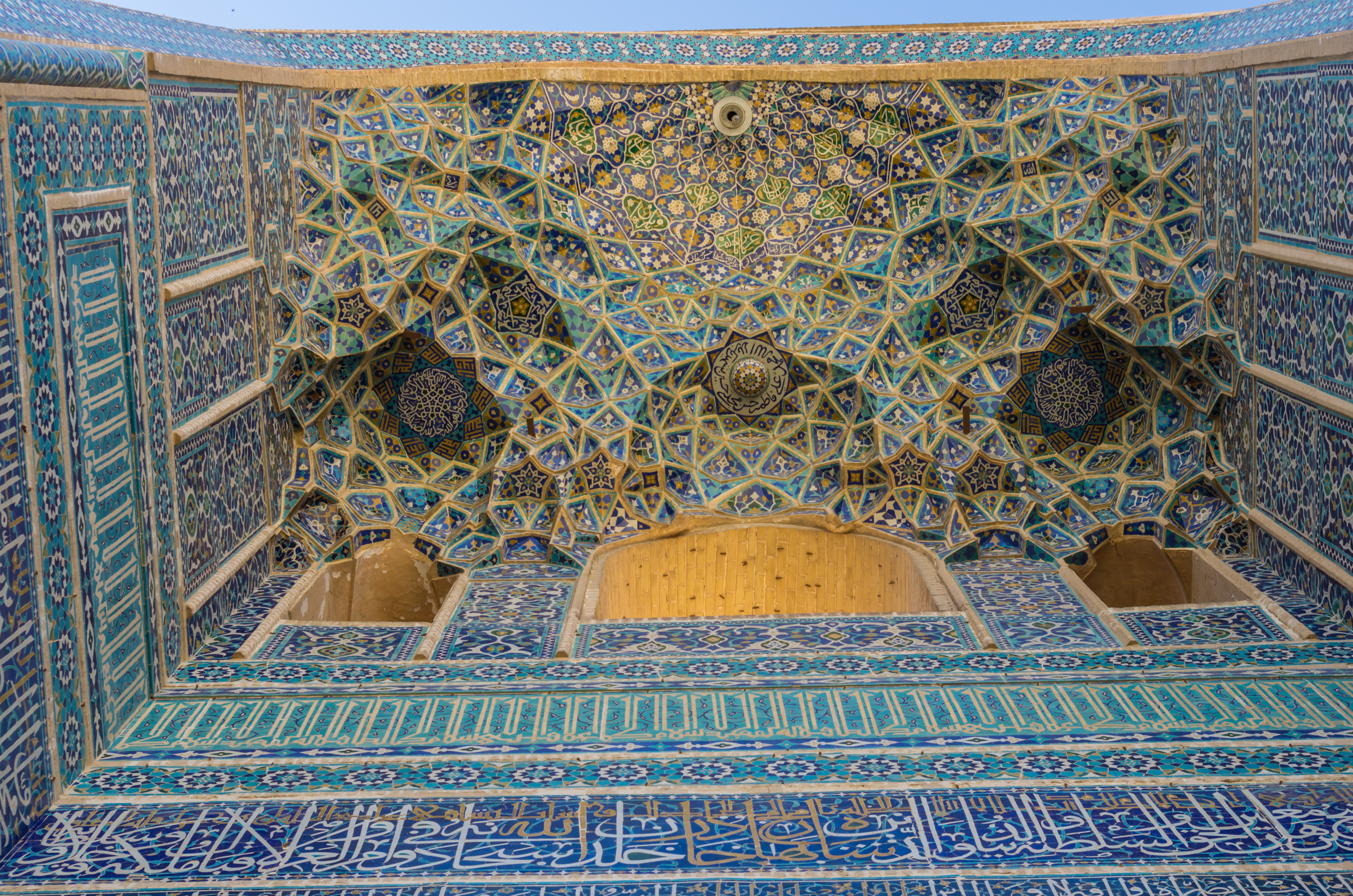
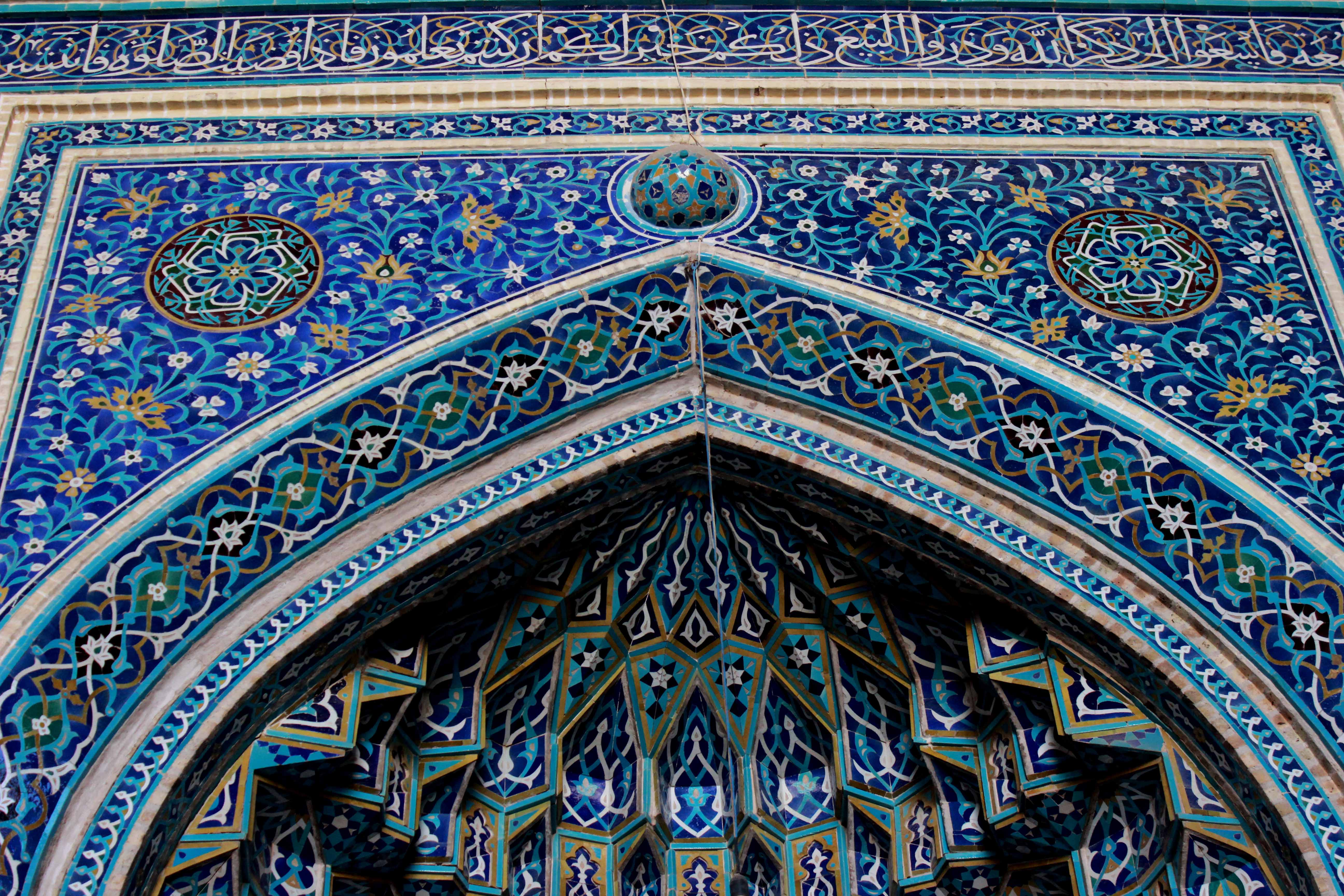